# Proráta
Proráta představuje pojistné, které se účtuje pojistníkovi za část období, které je účtováno. Vypočítává se často ve chvíli, kdy je pojištění předčasně ukončeno například vypovězením smlouvy. Vypoví-li pojistník smlouvu během pojistného období, hradí pouze část pojištění za období, kdy jej využíval.
Slovo proráta vzniklo zkrácením latinského sousloví „pro rata partem“, které v překladu znamená „podílově“.